# کاباو
کاباو (به عربی: کاباو) یک منطقهٔ مسکونی در لیبی است که در استان نالوت واقع شده‌است. کاباو ۶۴۳ متر بالاتر از سطح دریا واقع شده‌است.